# 归仁镇
归仁镇，是中华人民共和国江苏省宿迁市泗洪县下辖的一个乡镇级行政单位。

## 行政区划
归仁镇下辖以下地区：
归仁社区、富仁路社区、刘大庄村、沙庄村、张宅村、黄八圩村、泗河村、安河村、山河村、潘山村、苏洼村、七里村、大口村、姜冯村、墩伦村、凌汪村、张宅村、江韩村、大口村和江桥村。